# Kiscsűr község
Kiscsűr község (románul: Comuna Șura Mică) község Szeben megyében, Romániában. Központja Kiscsűr, beosztott falva Oroszcsűr.

## Fekvése
Szeben-Hegyalja északi részén helyezkedik el, Vízaknától 4,5 kilométerre.

## Népessége
1850-től a népesség alábbiak szerint alakult:
| Lakosok száma | 1659 | 1765 | 2031 | 2273 | 2552 | 2785 | 2130 | 2357 | 2606 | 3239 |
|               | 1850 | 1880 | 1900 | 1920 | 1941 | 1977 | 1992 | 2002 | 2011 | 2021 |

A 2011-es népszámlálás adatai alapján a község népessége 2606 fő volt, melynek 76,9%-a román, 14,85%-a roma és 1,23%-a német. Vallási hovatartozás szempontjából a lakosság 89,49%-a ortodox, 1,57% a Keresztyén Testvérgyülekezet tagja, 1,04% ágostai evangélikus.

## Nevezetességei
A község területéről az alábbi épületek szerepelnek a romániai műemlékek jegyzékében:
- a kiscsűri erődtemplom (LMI-kódja SB-II-a-B-12567)
- az oroszcsűri evangélikus templom (SB-II-m-B-12528)